# Needham, Norfolk
Needham är en by och en civil parish i South Norfolk i Norfolk i England. Orten har 309 invånare (2011).